# Шимляник
45°40′ пн. ш. 16°47′ сх. д. / 45.66° пн. ш. 16.78° сх. д.
Шимляник (хорв. Šimljanik) — населений пункт у Хорватії, в Б'єловарсько-Білогорській жупанії у складі громади Берек.

## Населення
Населення за даними перепису 2011 року становило 34 осіб.
Динаміка чисельності населення поселення: